# Palace Theatre (Broadway)
Il Palace Theatre è un teatro di Broadway sito nel quartiere di Midtown Manhattan a New York.

## Storia
Progettato dagli architetti Charles Kirchhoff Jr. e Thomas Leslie Rose, il Palace Theatre aprì al pubblico il 24 marzo 1913 e in breve tempo si consacrò come un vero e proprio tempio del vaudeville. Infatti, tra gli anni 10 e gli anni 30 il teatro ospitò con enorme successo di pubblico molte delle più grandi star del varietà statunitense, tra cui Fanny Brice, Guido Deiro, Ed Wynn, Ethel Barrymore, Nora Bayes, Will Rogers, Lillian Russell, Leon Errol, Marie Cahill, Olga Petrova, Eubie Blake, Bert Williams, Marie Dressler, i fratelli Marx, Cliff Edwards, Cecilia Loftus, Cliff Edwards, Ethel Waters, Harry Langdon, Bob Hope e Clifton Webb.
Con l'avvento della grande depressione e il declino del vaudeville causato dall'affermarsi del cinema e della radio, il Palace fu convertito in un cinema. Nel 1941 il film Quarto potere ebbe la sua prima proprio al Palace. Nel 1949 il produttore Sol Schwartz ristrutturò il Palace e tentò di riportarlo in auge come teatro per le esibizioni dal vivo. Per attirare il pubblico ingaggiò alcuni tra i maggiori cantanti dell'epoca, tra cui Frank Sinatra e Judy Garland, che si esibì al teatro per diciannove settimane consecutive nel 1951. La Garland tornò ad esibirvici nel 1956 e poi nuovamente nel 1967, dove registrò il suo album dal vivo Judy Garland at Home at the Palace: Opening Night durante un concerto.
Nel 1965 la Nederlander Organization acquistò il teatro dalla RKO Pictures e nel gennaio successivo riaprì ufficialmente come teatro con la produzione originale del musical Sweet Charity. Per il resto degli anni sessanta e i primi anni settanta il teatro non abbandonò mai la sua attività cinematografica e da sala da concerti, ospitando esibizioni di Bette Midler, Liza Minnelli, Josephine Baker, Eddie Fisher, Shirley MacLaine, Diana Ross e Vikki Carr tra un musical e l'altro.
Nel corso degli anni il teatro ha ospitato le produzioni originali di numerosi musical di successo, tra cui La Cage aux Folles, rimasto in cartellone dal 1983 al 1987, e La bella e la bestia, che dopo cinque anni di repliche (1994-1999) proseguì le rappresentazioni in un altro teatro di Broadway. Il musical di Elton John Aida occupò il teatro per oltre 1800 repliche dal 2000 al 2004, mentre produzioni più recenti includono Legally Blonde (2007), West Side Story (2009-2011), Priscilla, Queen of the Desert (2011-2012), Annie (2012-2014), Sunset Boulevard con Glenn Close (2017) e SpongeBob SquarePants (2017-2018). Dal 2018 al 2021 il teatro è rimasto chiuso per significativi lavori di ristrutturazione.
Come molti teatri di Broadway, anche il Palace Theatre si dice essere infestato da un fantasma. In questo caso è il fantasma di Louis Bossalina, un acrobata italoamericano che sarebbe morto sul palco dopo essere caduto dal trapezio durante una rappresentazione. In realtà, la caduta di Bossalina non fu fatale e l'uomo morì quasi trent'anni dopo l'incidente, avvenuto nel 1935.